# Liste der Nummer-eins-Hits in Italien (2010)
Diese Liste der Nummer-eins-Hits basiert auf den offiziellen Chartlisten der Federazione Industria Musicale Italiana (FIMI), der italienischen Landesgruppe der IFPI, im Jahr 2010. Berücksichtigt werden die Albumcharts und die Top-Digital-Download-Singlecharts.

## Singles
| ← 2009 ← | Liste der Nummer-eins-Hits in Italien | Liste der Nummer-eins-Hits in Italien | Liste der Nummer-eins-Hits in Italien                                                                    | 2011 → |
| \| Zeitraum \| Wo. ges. \| Interpret \| Titel Autor(en) \| Zusätzliche Informationen \| \| (Zeitraum, Wochen auf Platz eins, Interpret, Titel, Autor[en], zusätzliche Informationen) \| \| \| \| \| \| ----------------------------------------------------------------------------------------- \| -------- \| --------------------------------- \| -------------------------------------------------------------------------------------------------------- \| -------------------------------------------------------------------------------------------------------------------------------------------------------------------------------------------------------------------------------------------------------------------- \| \| 7. Dezember 2009 – 10. Januar 2010 5 Wochen \| 5 \| Lady Gaga \| Bad Romance Stefani Germanotta, Nadir Khayat \| – \| \| 11. Januar 2010 – 14. Februar 2010 5 Wochen (insgesamt 6) \| 6 \| Jovanotti \| Baciami ancora Jovanotti, Riccardo Onori, Saturnino Celani \| Mit dem Titelsong des gleichnamigen Films, der Fortsetzung von Ein letzter Kuss, gelang Jovanotti ein Nummer-eins-Hit. Das Lied gewann den David di Donatello in der Kategorie Bester originaler Filmsong und war die erfolgreichste italienische Single des Jahres. \| \| 15. Februar 2010 – 21. Februar 2010 1 Woche (insgesamt 2) \| 2 \| Noemi \| Per tutta la vita Diego Calvetti, Marco Ciappelli \| Nach einem vierten Platz beim Sanremo-Festival 2010 schaffte es die Sängerin an die Chartspitze. \| \| 22. Februar 2010 – 28. Februar 2010 1 Woche \| 1 \| Valerio Scanu \| Per tutte le volte che… Pierdavide Carone \| Mit einer Woche Verzögerung erreichte auch der Sanremo-Sieger noch den ersten Platz. Für Scanu war es nach Sentimento, mit dem er 2009 Zweiter bei der Castingshow Amici geworden war, der zweite Nummer-eins-Hit. \| \| 1. März 2010 – 7. März 2010 1 Woche (insgesamt 6) \| 6 \| Jovanotti \| Baciami ancora Jovanotti, Riccardo Onori, Saturnino Celani \| – \| \| 8. März 2010 – 14. März 2010 1 Woche (insgesamt 2) \| 2 \| Noemi \| Per tutta la vita Diego Calvetti, Marco Ciappelli \| – \| \| 15. März 2010 – 21. März 2010 1 Woche \| 1 \| Mary J. Blige feat. Tiziano Ferro \| Each Tear Mary J. Blige, Mitchum Chin, Dwayne Chin-Quee, A/J Jackson \| Die eigens für den italienischen Markt zusammen mit Tiziano Ferro aufgenommene Single brachte der RnB-Sängerin ihren ersten Nummer-eins-Hit in Italien ein; für Ferro war es bereits der fünfte. \| \| 22. März 2010 – 28. März 2010 1 Woche \| 1 \| Pierdavide Carone \| Di notte Pierdavide Carone \| Nach einem dritten Platz sowie dem Kritikerpreis bei der diesjährigen Ausgabe von Amici gelang Carone mit seiner Debütsingle der Sprung an die Chartspitze. Als Songwriter stand er damit innerhalb eines Monats bereits ein zweites Mal an der Spitze. \| \| 29. März 2010 – 11. April 2010 2 Wochen \| 2 \| Emma \| Calore Roberto Angelini \| Auch die Amici-Siegerin konnte mit ihrer Debütsingle einen Nummer-eins-Hit verzeichnen. \| \| 12. April 2010 – 2. Mai 2010 3 Wochen \| 3 \| Ligabue \| Un colpo all’anima Luciano Ligabue \| – \| \| 3. Mai 2010 – 9. Mai 2010 1 Woche \| 1 \| Stromae \| Alors on danse Stromae \| – \| \| 10. Mai 2010 – 16. Mai 2010 1 Woche \| 1 \| Marco Carta \| Quello che dai James Morrison, Tim Kellett, Marco Carta \| – \| \| 17. Mai 2010 – 5. September 2010 16 Wochen \| 16 \| Shakira feat. Freshlyground \| Waka Waka (This Time for Africa) John Hill, Golden Sounds, Shakira \| Mit dem offiziellen Lied zur Fußball-Weltmeisterschaft 2010 gelang der kolumbianischen Sängerin in Italien der Hit des Jahres. \| \| 6. September 2010 – 12. September 2010 1 Woche (insgesamt 2) \| 2 \| Eminem feat. Rihanna \| Love the Way You Lie Marshall Mathers, Holly Hafferman, Alexander Grant \| Für Eminem war das Lied in Italien erst der zweite Nummer-eins-Hit nach Lose Yourself (2002). \| \| 13. September 2010 – 19. September 2010 1 Woche \| 1 \| Jamiroquai \| White Knuckle Ride Jason Kay, Matt Johnson \| – \| \| 20. September 2010 – 26. September 2010 1 Woche (insgesamt 2) \| 2 \| Eminem feat. Rihanna \| Love the Way You Lie Marshall Mathers, Holly Hafferman, Alexander Grant \| – \| \| 27. September 2010 – 7. November 2010 6 Wochen \| 6 \| Shakira feat. Dizzee Rascal \| Loca Shakira, Armando Pérez, Edward Bello, Dylan Mills \| Bereits der zweite Nummer-eins-Hit für die kolumbianische Sängerin in diesem Jahr. \| \| 8. November 2010 – 14. November 2010 1 Woche \| 1 \| Rihanna \| Only Girl (In the World) Crystal Johnson, Mikkel S. Eriksen, Tor Erik Hermansen, Sandy Wilhelm \| Auch der barbadischen Sängerin gelang ein zweiter Nummer-eins-Hit. \| \| 15. November 2010 – 21. November 2010 1 Woche \| 1 \| The Black Eyed Peas \| The Time (Dirty Bit) will.i.am, apl.de.ap, Damien LeRoy, Franke Previte, John DeNicola, Donald Markowitz \| – \| \| 22. November 2010 – 28. November 2010 1 Woche \| 1 \| Nathalie \| In punta di piedi Nathalie \| Die Sängerin aus Rom gewann die diesjährige Ausgabe der Castingshow X Factor und konnte im Anschluss auch die Chartspitze erreichen. \| \| 29. November 2010 – 16. Januar 2011 7 Wochen \| 7 \| Jovanotti \| Tutto l’amore che ho Jovanotti, Riccardo Onori, Michele Canova Iorfida \| Jovanotti konnte 2010 noch ein weiteres Lied an die Spitze bringen. \| |                                       |                                       | | |
| ← 2009 |                                       |                                       | | → 2011 → |
| Zeitraum | Wo. ges.                              | Interpret                             | Titel Autor(en)                                                                                          | Zusätzliche Informationen |
| (Zeitraum, Wochen auf Platz eins, Interpret, Titel, Autor[en], zusätzliche Informationen) |                                       |                                       | | |
| 7. Dezember 2009 – 10. Januar 2010 5 Wochen | 5                                     | Lady Gaga                             | Bad Romance Stefani Germanotta, Nadir Khayat                                                             | – |
| 11. Januar 2010 – 14. Februar 2010 5 Wochen (insgesamt 6) | 6                                     | Jovanotti                             | Baciami ancora Jovanotti, Riccardo Onori, Saturnino Celani                                               | Mit dem Titelsong des gleichnamigen Films, der Fortsetzung von Ein letzter Kuss, gelang Jovanotti ein Nummer-eins-Hit. Das Lied gewann den David di Donatello in der Kategorie Bester originaler Filmsong und war die erfolgreichste italienische Single des Jahres. |
| 15. Februar 2010 – 21. Februar 2010 1 Woche (insgesamt 2) | 2                                     | Noemi                                 | Per tutta la vita Diego Calvetti, Marco Ciappelli                                                        | Nach einem vierten Platz beim Sanremo-Festival 2010 schaffte es die Sängerin an die Chartspitze. |
| 22. Februar 2010 – 28. Februar 2010 1 Woche | 1                                     | Valerio Scanu                         | Per tutte le volte che… Pierdavide Carone                                                                | Mit einer Woche Verzögerung erreichte auch der Sanremo-Sieger noch den ersten Platz. Für Scanu war es nach Sentimento, mit dem er 2009 Zweiter bei der Castingshow Amici geworden war, der zweite Nummer-eins-Hit.                                                   |
| 1. März 2010 – 7. März 2010 1 Woche (insgesamt 6) | 6                                     | Jovanotti                             | Baciami ancora Jovanotti, Riccardo Onori, Saturnino Celani                                               | – |
| 8. März 2010 – 14. März 2010 1 Woche (insgesamt 2) | 2                                     | Noemi                                 | Per tutta la vita Diego Calvetti, Marco Ciappelli                                                        | – |
| 15. März 2010 – 21. März 2010 1 Woche | 1                                     | Mary J. Blige feat. Tiziano Ferro     | Each Tear Mary J. Blige, Mitchum Chin, Dwayne Chin-Quee, A/J Jackson                                     | Die eigens für den italienischen Markt zusammen mit Tiziano Ferro aufgenommene Single brachte der RnB-Sängerin ihren ersten Nummer-eins-Hit in Italien ein; für Ferro war es bereits der fünfte.                                                                     |
| 22. März 2010 – 28. März 2010 1 Woche | 1                                     | Pierdavide Carone                     | Di notte Pierdavide Carone                                                                               | Nach einem dritten Platz sowie dem Kritikerpreis bei der diesjährigen Ausgabe von Amici gelang Carone mit seiner Debütsingle der Sprung an die Chartspitze. Als Songwriter stand er damit innerhalb eines Monats bereits ein zweites Mal an der Spitze.              |
| 29. März 2010 – 11. April 2010 2 Wochen | 2                                     | Emma                                  | Calore Roberto Angelini                                                                                  | Auch die Amici-Siegerin konnte mit ihrer Debütsingle einen Nummer-eins-Hit verzeichnen. |
| 12. April 2010 – 2. Mai 2010 3 Wochen | 3                                     | Ligabue                               | Un colpo all’anima Luciano Ligabue                                                                       | – |
| 3. Mai 2010 – 9. Mai 2010 1 Woche | 1                                     | Stromae                               | Alors on danse Stromae                                                                                   | – |
| 10. Mai 2010 – 16. Mai 2010 1 Woche | 1                                     | Marco Carta                           | Quello che dai James Morrison, Tim Kellett, Marco Carta                                                  | – |
| 17. Mai 2010 – 5. September 2010 16 Wochen | 16                                    | Shakira feat. Freshlyground           | Waka Waka (This Time for Africa) John Hill, Golden Sounds, Shakira                                       | Mit dem offiziellen Lied zur Fußball-Weltmeisterschaft 2010 gelang der kolumbianischen Sängerin in Italien der Hit des Jahres. |
| 6. September 2010 – 12. September 2010 1 Woche (insgesamt 2) | 2                                     | Eminem feat. Rihanna                  | Love the Way You Lie Marshall Mathers, Holly Hafferman, Alexander Grant                                  | Für Eminem war das Lied in Italien erst der zweite Nummer-eins-Hit nach Lose Yourself (2002). |
| 13. September 2010 – 19. September 2010 1 Woche | 1                                     | Jamiroquai                            | White Knuckle Ride Jason Kay, Matt Johnson                                                               | – |
| 20. September 2010 – 26. September 2010 1 Woche (insgesamt 2) | 2                                     | Eminem feat. Rihanna                  | Love the Way You Lie Marshall Mathers, Holly Hafferman, Alexander Grant                                  | – |
| 27. September 2010 – 7. November 2010 6 Wochen | 6                                     | Shakira feat. Dizzee Rascal           | Loca Shakira, Armando Pérez, Edward Bello, Dylan Mills                                                   | Bereits der zweite Nummer-eins-Hit für die kolumbianische Sängerin in diesem Jahr. |
| 8. November 2010 – 14. November 2010 1 Woche | 1                                     | Rihanna                               | Only Girl (In the World) Crystal Johnson, Mikkel S. Eriksen, Tor Erik Hermansen, Sandy Wilhelm           | Auch der barbadischen Sängerin gelang ein zweiter Nummer-eins-Hit. |
| 15. November 2010 – 21. November 2010 1 Woche | 1                                     | The Black Eyed Peas                   | The Time (Dirty Bit) will.i.am, apl.de.ap, Damien LeRoy, Franke Previte, John DeNicola, Donald Markowitz | – |
| 22. November 2010 – 28. November 2010 1 Woche | 1                                     | Nathalie                              | In punta di piedi Nathalie                                                                               | Die Sängerin aus Rom gewann die diesjährige Ausgabe der Castingshow X Factor und konnte im Anschluss auch die Chartspitze erreichen. |
| 29. November 2010 – 16. Januar 2011 7 Wochen | 7                                     | Jovanotti                             | Tutto l’amore che ho Jovanotti, Riccardo Onori, Michele Canova Iorfida                                   | Jovanotti konnte 2010 noch ein weiteres Lied an die Spitze bringen. |

## Alben
| ← 2009 ← | Liste der Nummer-eins-Alben in Italien | Liste der Nummer-eins-Alben in Italien | Liste der Nummer-eins-Alben in Italien | 2011 →                    |
| \| Zeitraum \| Wo. ges. \| Interpret \| Titel \| Zusätzliche Informationen \| \| (Zeitraum, Wochen auf Platz eins, Interpret, Titel, zusätzliche Informationen) \| \| \| \| \| \| ------------------------------------------------------------------------------ \| -------- \| ------------------ \| ------------------------------------ \| ------------------------- \| \| 28. Dezember 2009 – 31. Januar 2010 5 Wochen (insgesamt 7) \| 7 \| Vasco Rossi \| Tracks 2 – Inediti & rarità \| – \| \| 1. Februar 2010 – 14. Februar 2010 2 Wochen \| 2 \| Sade \| Soldier of Love \| – \| \| 15. Februar 2010 – 14. März 2010 4 Wochen \| 4 \| Marco Mengoni \| Re matto \| – \| \| 15. März 2010 – 28. März 2010 2 Wochen \| 2 \| Emma \| Oltre \| – \| \| 29. März 2010 – 11. April 2010 2 Wochen \| 2 \| Pierdavide Carone \| Una canzone pop \| – \| \| 12. April 2010 – 9. Mai 2010 4 Wochen \| 4 \| Biagio Antonacci \| Inaspettata \| – \| \| 10. Mai 2010 – 6. Juni 2010 4 Wochen (insgesamt 9) \| 9 \| Ligabue \| Arrivederci, mostro! \| – \| \| 7. Juni 2010 – 13. Juni 2010 1 Woche \| 1 \| Gigi D’Alessio \| Semplicemente sei \| – \| \| 14. Juni 2010 – 20. Juni 2010 1 Woche (insgesamt 9) \| 9 \| Ligabue \| Arrivederci, mostro! \| – \| \| 21. Juni 2010 – 11. Juli 2010 3 Wochen \| 3 \| Vasco Rossi \| Vasco London Instant Live 04.05.2010 \| – \| \| 12. Juli 2010 – 1. August 2010 3 Wochen (insgesamt 9) \| 9 \| Ligabue \| Arrivederci, mostro! \| – \| \| 2. August 2010 – 15. August 2010 2 Wochen \| 2 \| Shakira \| She Wolf \| – \| \| 16. August 2010 – 5. September 2010 3 Wochen \| 3 \| Iron Maiden \| The Final Frontier \| – \| \| 6. September 2010 – 12. September 2010 1 Woche \| 1 \| Fabri Fibra \| Controcultura \| – \| \| 13. September 2010 – 19. September 2010 1 Woche \| 1 \| Linkin Park \| A Thousand Suns \| – \| \| 20. September 2010 – 26. September 2010 1 Woche \| 1 \| Skunk Anansie \| Wonderlustre \| – \| \| 27. September 2010 – 17. Oktober 2010 3 Wochen \| 3 \| Alessandra Amoroso \| Il mondo in un secondo \| – \| \| 18. Oktober 2010 – 24. Oktober 2010 1 Woche \| 1 \| Marco Mengoni \| Re matto live \| – \| \| 25. Oktober 2010 – 31. Oktober 2010 1 Woche \| 1 \| Shakira \| Sale el sol \| – \| \| 1. November 2010 – 14. November 2010 2 Wochen (insgesamt 3) \| 3 \| Zucchero \| Chocabeck \| – \| \| 15. November 2010 – 28. November 2010 2 Wochen \| 2 \| Negramaro \| Casa 69 \| – \| \| 29. November 2010 – 5. Dezember 2010 1 Woche (insgesamt 9) \| 9 \| Ligabue \| Arrivederci, mostro! \| – \| \| 6. Dezember 2010 – 19. Dezember 2010 2 Wochen (insgesamt 4) \| 4 \| Michael Jackson \| Michael \| – \| \| 20. Dezember 2010 – 26. Dezember 2010 1 Woche (insgesamt 3) \| 3 \| Zucchero \| Chocabeck \| – \| \| 27. Dezember 2010 – 9. Januar 2011 2 Wochen (insgesamt 4) \| 4 \| Michael Jackson \| Michael \| – \| |                                        |                                        |                                        |                           |
| ← 2009 |                                        |                                        |                                        | → 2011 →                  |
| Zeitraum | Wo. ges.                               | Interpret                              | Titel                                  | Zusätzliche Informationen |
| (Zeitraum, Wochen auf Platz eins, Interpret, Titel, zusätzliche Informationen) |                                        |                                        |                                        |                           |
| 28. Dezember 2009 – 31. Januar 2010 5 Wochen (insgesamt 7) | 7                                      | Vasco Rossi                            | Tracks 2 – Inediti & rarità            | –                         |
| 1. Februar 2010 – 14. Februar 2010 2 Wochen | 2                                      | Sade                                   | Soldier of Love                        | –                         |
| 15. Februar 2010 – 14. März 2010 4 Wochen | 4                                      | Marco Mengoni                          | Re matto                               | –                         |
| 15. März 2010 – 28. März 2010 2 Wochen | 2                                      | Emma                                   | Oltre                                  | –                         |
| 29. März 2010 – 11. April 2010 2 Wochen | 2                                      | Pierdavide Carone                      | Una canzone pop                        | –                         |
| 12. April 2010 – 9. Mai 2010 4 Wochen | 4                                      | Biagio Antonacci                       | Inaspettata                            | –                         |
| 10. Mai 2010 – 6. Juni 2010 4 Wochen (insgesamt 9) | 9                                      | Ligabue                                | Arrivederci, mostro!                   | –                         |
| 7. Juni 2010 – 13. Juni 2010 1 Woche | 1                                      | Gigi D’Alessio                         | Semplicemente sei                      | –                         |
| 14. Juni 2010 – 20. Juni 2010 1 Woche (insgesamt 9) | 9                                      | Ligabue                                | Arrivederci, mostro!                   | –                         |
| 21. Juni 2010 – 11. Juli 2010 3 Wochen | 3                                      | Vasco Rossi                            | Vasco London Instant Live 04.05.2010   | –                         |
| 12. Juli 2010 – 1. August 2010 3 Wochen (insgesamt 9) | 9                                      | Ligabue                                | Arrivederci, mostro!                   | –                         |
| 2. August 2010 – 15. August 2010 2 Wochen | 2                                      | Shakira                                | She Wolf                               | –                         |
| 16. August 2010 – 5. September 2010 3 Wochen | 3                                      | Iron Maiden                            | The Final Frontier                     | –                         |
| 6. September 2010 – 12. September 2010 1 Woche | 1                                      | Fabri Fibra                            | Controcultura                          | –                         |
| 13. September 2010 – 19. September 2010 1 Woche | 1                                      | Linkin Park                            | A Thousand Suns                        | –                         |
| 20. September 2010 – 26. September 2010 1 Woche | 1                                      | Skunk Anansie                          | Wonderlustre                           | –                         |
| 27. September 2010 – 17. Oktober 2010 3 Wochen | 3                                      | Alessandra Amoroso                     | Il mondo in un secondo                 | –                         |
| 18. Oktober 2010 – 24. Oktober 2010 1 Woche | 1                                      | Marco Mengoni                          | Re matto live                          | –                         |
| 25. Oktober 2010 – 31. Oktober 2010 1 Woche | 1                                      | Shakira                                | Sale el sol                            | –                         |
| 1. November 2010 – 14. November 2010 2 Wochen (insgesamt 3) | 3                                      | Zucchero                               | Chocabeck                              | –                         |
| 15. November 2010 – 28. November 2010 2 Wochen | 2                                      | Negramaro                              | Casa 69                                | –                         |
| 29. November 2010 – 5. Dezember 2010 1 Woche (insgesamt 9) | 9                                      | Ligabue                                | Arrivederci, mostro!                   | –                         |
| 6. Dezember 2010 – 19. Dezember 2010 2 Wochen (insgesamt 4) | 4                                      | Michael Jackson                        | Michael                                | –                         |
| 20. Dezember 2010 – 26. Dezember 2010 1 Woche (insgesamt 3) | 3                                      | Zucchero                               | Chocabeck                              | –                         |
| 27. Dezember 2010 – 9. Januar 2011 2 Wochen (insgesamt 4) | 4                                      | Michael Jackson                        | Michael                                | –                         |

## Jahreshitparaden
| ← 2009 ← | Liste der Jahres-Nummer-eins-Hits in Italien | Liste der Jahres-Nummer-eins-Hits in Italien | Liste der Jahres-Nummer-eins-Hits in Italien | 2011 →   |
| \| Singles \| Position# \| Alben \| \| ---------------------------------------------------------------------------------------------- \| --------- \| ----------------------------------------- \| \| Waka Waka (This Time for Africa) Shakira feat. Freshlyground John Hill, Golden Sounds, Shakira \| 1 \| Arrivederci, mostro! Ligabue \| \| Baciami ancora Jovanotti Jovanotti, Riccardo Onori, Saturnino Celani \| 2 \| Oltre Emma \| \| Tik Tok Kesha Kesha Sebert, Lukasz Gottwald, Benjamin Levin \| 3 \| Inaspettata Biagio Antonacci \| \| Alejandro Lady Gaga Stefani Germanotta, Nadir Khayat \| 4 \| Una canzone pop Pierdavide Carone \| \| Stereo Love Edward Maya & Vika Jigulina Ilie Alexandru, Eldar Mansurov \| 5 \| Il mondo in un secondo Alessandra Amoroso \| \| Per tutta la vita Noemi Diego Calvetti, Marco Ciappelli \| 6 \| Chocabeck Zucchero \| \| Alors on danse Stromae \| 7 \| Casa 69 Negramaro \| \| Sono già solo Modà Francesco Silvestre \| 8 \| The Fame Monster Lady Gaga \| \| Bad Romance Lady Gaga Stefani Germanotta, Nadir Khayat \| 9 \| Re matto Marco Mengoni \| \| Loca Shakira Shakira, Armando Pérez, Edward Bello, Dylan Mills \| 10 \| Tracks 2 – Inediti & rarità Vasco Rossi \| |                                              |                                              |                                              |          |
| ← 2009 |                                              |                                              |                                              | → 2011 → |
| Singles | Position#                                    | Alben                                        |                                              |          |
| Waka Waka (This Time for Africa) Shakira feat. Freshlyground John Hill, Golden Sounds, Shakira | 1                                            | Arrivederci, mostro! Ligabue                 |                                              |          |
| Baciami ancora Jovanotti Jovanotti, Riccardo Onori, Saturnino Celani | 2                                            | Oltre Emma                                   |                                              |          |
| Tik Tok Kesha Kesha Sebert, Lukasz Gottwald, Benjamin Levin | 3                                            | Inaspettata Biagio Antonacci                 |                                              |          |
| Alejandro Lady Gaga Stefani Germanotta, Nadir Khayat | 4                                            | Una canzone pop Pierdavide Carone            |                                              |          |
| Stereo Love Edward Maya & Vika Jigulina Ilie Alexandru, Eldar Mansurov | 5                                            | Il mondo in un secondo Alessandra Amoroso    |                                              |          |
| Per tutta la vita Noemi Diego Calvetti, Marco Ciappelli | 6                                            | Chocabeck Zucchero                           |                                              |          |
| Alors on danse Stromae | 7                                            | Casa 69 Negramaro                            |                                              |          |
| Sono già solo Modà Francesco Silvestre | 8                                            | The Fame Monster Lady Gaga                   |                                              |          |
| Bad Romance Lady Gaga Stefani Germanotta, Nadir Khayat | 9                                            | Re matto Marco Mengoni                       |                                              |          |
| Loca Shakira Shakira, Armando Pérez, Edward Bello, Dylan Mills | 10                                           | Tracks 2 – Inediti & rarità Vasco Rossi      |                                              |          |